# Долгие братья
До́лгие бра́тья или Дли́нные бра́тья (др.-греч. Μακροἱ οἱ ἀδελφοί; IV век — начало V века) — четыре родных брата: Диоско́р, Евсе́вий, Евфи́мий и Аммо́ний (др.-греч. Διόσκορος, Ευσέβιος, Εὐθύμιος καί Ἀμμώνιος), родиной которых был Египет. Прозвище «Долгие (Длинные) братья» получили благодаря тому, что были очень высокого роста. Все четверо стали вначале монахами в Нитрийской пустыни, а затем стали настоятелями здешних скитов. Пользовались необыкновенным уважением как среди монахов, так и среди епископов, благодаря своим богословским знаниям и строгой монашеской жизни.
Патриарх Александрийский Феофил в начале очень уважал и любил Долгих братьев. Феофил силою извлёк Диоскора из монастыря и сделал епископом Гермополя. Евсевия и Евфимия Феофил сделал пресвитерами. Феофил решил сделать Аммония епископом, для этой цели он послал в Нитрию своих слуг, чтобы они Аммония привели для рукоположения к нему. Когда пришли слуги Феофила в монастырь, то Аммоний, не желая оставить монастырь, выхватил ланцет, отрезал себе левое ухо и сказал: «теперь я карноухий и — по закону Моисееву — не имею права на епископство!». Посланные с унынием возвратились к Феофилу, но последний заявил, что он посвятил бы Аммония, если бы он был даже без носа. Слуги Феофила снова пошли за Аммонием, но Амоний пообещал вырезать себе язык и таким образом сделать для себя невозможным стать епископом.
Вскоре любовь и дружба между Феофилом и Долгими братьями закончилась непримиримой враждой. Причиной этому стали споры о человекообразии Божества. Долгие братья как и монахи Нитрийской пустыни учили тому, что Божество бестелесно, не имеет ни рук, ни глаз, ни ушей, ни других частей, подобных человеческому телу. Места из Священного Писания, в которых упоминаются руки, ноги и другие части тела братья, следуя Оригену, толковали иносказательно. Долгие братья сочинения Оригена считали весьма полезными. В это время в Египте среди необразованных иноков других монастырей возникло учение о том, что Божество человекообразно. Последователи этого учения получили название «анфропоморфисты» (греч. ἀνθρωπομορφῆται, ἀνθρωπομορφιανοί — «человекоподобники»); те, кто учил, что Божество бестелесно получили название «оригенисты». Патриарх Александрийский Феофил в начале в вопросе человекообразия поддерживал «оригенистов» и учил в проповедях и пасхальном послании 399 года о том, что Бог бестелесный и чуждый человеческого вида, однако в дальнейшем резко поменял свои взгляды. Причиной, послужившей для этого, стало возмущение монахов анфропоморфистов. Большая толпа монахов анфропоморфистов отправилась в Александрию с палками и была готова убить Феофила. Ради того, чтобы не было мятежа Феофил вышел к толпе и сказал: «Я вижу вас, будто лицо Божие». Воодушевленные такими словами анфропоморфисты стали требовать от Феофила осуждения книг Оригена как еретических, так как считали Оригена злейшим еретиком. Феофил разослал послания, в которых заявлял, что трех лиц в Нитрии следует выгнать. Аммоний с двумя братьями пришли к Феофилу, спрашивая его о причине гнева, Феофил набросил на шею Аммония свой омофор и бил его, приговаривая: «еретик, произнеси анафему на Оригена». Феофил собрал собор в 400 году, на соборе читали многие места из сочинений Оригена и осудили Оригена как еретика, запретив чтение его книг.
Феофил обратился к светской власти для выполнения соборного решения. Следствием этого было сперва нападение на Диоскора и затем ночное нападение на Нитрию и разграбление. До 300 монахов бежало в Палестину. Долгие братья были отлучены Феофилом не только от причастия, но и от церкви, объявлены еретиками. Несогласные с запрещением Феофила Диоскор и Аммоний удалились в Иерусалим, а оттуда пришли в Скифополис и жили около него, по причине множества пальм, листьями которых монахи пользовались для обычных своих работ; после чего они отправились в Константинополь и обратились к Иоанну Златоусту, прося последнего рассудить их спор с Феофилом. Златоуст очень уважал братьев, принял их и дал им возможность участвовать в богослужениях, но до разрешения вопроса не допустил их к причастию. Златоуст послал запрос к Феофилу, прося последнего, прислать ему дела, касающиеся Долгих братьев. Феофил проигнорировал просьбу Иоанна и вместо этого начал собирать противников Златоуста для того, чтобы осудить его на соборе. Феофил смог привлечь на свою сторону Епифания Кипрского, который был готов осудить Златоуста. Один из Долгих братьев — Аммоний смог поговорить с императрицей Евдоксией и пожаловаться на козни Феофила. Евдоксия обещает Аммонию собрать собор и пригласить на него Феофила. Епифаний Кипрский прибывает в столицу для осуждения Златоуста, он встречается со Златоустом. Епифаний требует, чтобы Златоуст осудил сочинения Оригена, Иоанн отказывается это делать, убеждая Епифания, что очень многое в сочинениях Оригена полезно. Долгие братья встречаются с Епифанием, разговаривают с ним, и последний, не участвуя в соборе, уезжает на Кипр и умирает по дороге. Накануне собора отношение Евдоксии резко меняется, она готова лишить Златоуста архиерейства, для этой цели собирает недовольных Иоанном. Феофил привозит с собой иерархов противников Златоуста. В результате чего Феофил из подсудимого становится судьёй, а Златоуст из судьи становится подсудимым. В 403 году состоялся Собор при Дубе, вопрос об Оригене на нём не обсуждался. На Соборе при Дубе был лишён архиерейства Иоанн Златоуст, на Соборе Феофил примирился с Нитрийскими монахами. Диоскор и Аммоний умерли до созыва Собора. Диоскор умер раньше и был погребен в церкви, носящей имя мученика Мокия; Аммоний перед самым Собором ослабел телом, приехав под Дуб, еще больше разболелся и умер; монахи, близкие ученики Аммония устроили великолепное погребение. Узнав о смерти Аммония, Феофил, говорят, заплакал и сказал пред всеми: в мое время не было ни одного монаха, подобного Аммонию, хотя он причинил мне и много тревог. Когда умерли Евсевий, Евфимий — неизвестно.